# Georges Lasserre (économiste)
Pour les articles homonymes, voir Georges Lasserre et Lasserre.
Georges Lasserre, né le 8 septembre 1902 à Genève et mort le 7 novembre 1985 à Neuilly-sur-Seine, est un juriste et économiste français, professeur d'économie spécialiste de la coopération.

## Biographie

### Jeunesse et formation
Georges Lasserre est né le 8 septembre 1902 à Genève dans une famille protestante. Son père, Henri Lasserre, est notaire à Genève. La famille paternelle est originaire de l'Aveyron et réfugiée à Genève au XVIIIe siècle. La famille de sa mère, née Marie Schnur, est lyonnaise. Son frère cadet Jean Lasserre, pasteur de l'Église réformée de France, s'est fait connaître comme théologien de la paix et l'un des animateurs de la branche française du Mouvement international de la réconciliation. Il est l'aîné d'une famille de quatre enfants,  
Georges Lasserre demandera et obtiendra la nationalité française en 1923, sans perdre la nationalité suisse. 
Georges Lasserre poursuit ses études secondaires au lycée Ampère de Lyon. Bachelier en octobre 1920, licencié en droit en juillet 1922, il obtient en juin 1927 son doctorat ès-sciences économiques. Sa thèse, soutenue à Lyon le 30 juin 1927, porte sur « les obstacles au développement du mouvement coopératif ». 

### Parcours universitaire
Georges Lasserre est chargé de cours à la faculté de droit de Lille du 1er janvier 1929 au 31 décembre 1934. Il passe alors l’agrégation de sciences économiques, où il est reçu 3e.
En janvier 1935, il est nommé professeur d'économie politique à la faculté de droit de Bordeaux. En mai 1935, il demande sa mutation pour Grenoble afin d'occuper la chaire du doyen Reboud devenue vacante, mais il est finalement transféré à Lille à nouveau en septembre 1935. Il y fait la connaissance de Gaston Prache, secrétaire de la fédération des coopératives du Nord.
La mobilisation interrompt sa carrière en août 1939. Fait prisonnier en juin 1940, il est interné aux camps de Lübeck, Fischbeck, Colditz, puis de nouveau Lübeck dans un camp spécial à surveillance renforcée pour Deutschfeindliche (ennemis de l'Allemagne). Il n'est libéré qu'en mai 1945.
Il retrouve la fonction publique en 1945 et reste jusqu'en 1951 professeur à la faculté de droit de Lyon. Il est nommé en 1950 professeur à la faculté de droit et de sciences économiques de Paris, puis à l'université Panthéon-Sorbonne, au sein du Centre Pierre-Mendès-France. Il est parallèlement chargé d'enseignement jusqu'en 1972 à l'Institut d'études politiques de Paris.
Il donne des cours en 1951 à l'École nationale d'administration.
Au cours de sa carrière, il a également assuré des enseignements et conférences à Genève, Tunis, Rabat, Yaoundé et en Argentine.

### Autres charges et responsabilités
- 1947-1951 : membre du Conseil économique et social, où il est chargé d'une étude sur la réforme de l'entreprise, qui paraît en 1950.
- 1952-1956 : Directeur de l'Institut des sciences sociales du travail
- 1962 : membre du comité national de la Fédération nationale des coopératives de consommation (FNCC)
- 1959-1972 : Président du comité directeur de l'Institut des études coopératives

### Vie de famille
Il se marie en 1929 avec Berthie Hiller, de Strasbourg. Ils auront trois enfants. 
Malgré l'épreuve de la séparation due à la captivité de Georges Lasserre, Berthie Lasserre et ses enfants participent activement à un réseau d'évasion de réfugiés juifs dans la vallée de Chamonix en collaboration avec la CIMADE et des résistants locaux. Elle intervient également auprès du CICR pour obtenir la visite de délégués de la Croix-Rouge dans les camps de prisonniers en Allemagne. Berthie Lasserre est décédée en 1996.

### Engagements personnels
Georges Lasserre et son épouse sont des militants chrétiens convaincus, engagés en particulier dans le mouvement étudiant protestant de la « Fédé », ou Fédération française des associations chrétiennes d'étudiants, mouvement affilié à la Fédération universelle des associations chrétiennes d'étudiants (FUACE), dont Suzanne de Dietrich est la secrétaire générale. Berthie (encore Hiller à l'époque) préside la section strasbourgeoise du mouvement en 1927 et « Geo » (comme on le surnomme alors familièrement) en préside la section parisienne en 1928.
En 1934, Berthie puis Georges Lasserre sont touchés par les Groupes d'Oxford (devenu aujourd'hui Initiatives et Changement). La pratique de la méditation quotidienne devient un élément important de leur vie et leur sens de l'engagement s'accentue encore.
Ces engagements, peu prisés par les agents du nazisme déjà en butte à la dissidence de l’Église confessante en Allemagne, sont sans doute ce qui a valu au professeur Georges Lasserre un traitement particulièrement rigoureux pendant sa captivité, où il fut considéré comme Deutschfeindlich (ennemi de l'Allemagne).

## Travaux

### Revues
À partir de 1931, Georges Lasserre assure le secrétariat de rédaction de la Revue des études coopératives, fondée par Bernard Lavergne en  1921 et dont il assumera ultérieurement la direction. Il s'attache à y faire connaître les expériences coopératives étrangères. Outre cette activité, Georges Lasserre  est également l’auteur d’un grand nombre d’articles parus notamment dans la Revue du Christianisme social, la Revue d'économie politique, le Coopérateur de France et la Coopération suisse. Les thèmes principaux qui y sont abordés sont notamment le mouvement coopératif, la doctrine sociale chrétienne, les rapports patronat syndicats et l’économie des entreprises. Il y développe une philosophie de « l'homme coopératif ». 

### Apports et philosophie
Goerges Lasserre inscrit sa philosophie et ses conceptions économiques dans la lignée de celles développées par Charles Gide et prolongées par Bernard Lavergne, connues sous le nom d'école de Nîmes, une voie qui privilégie les notions de solidarité et de coopération comme alternative tant au capitalisme financier qu'au collectivisme.
Il fait partie des auteurs qui rédigent des ouvrages assez « apologétiques » sur l'autogestion en Yougoslavie publiant en 1964 L'entreprise socialiste en Yougoslavie.
Dans son hommage, le professeur Albert Pasquier met en exergue cette phrase de Georges Lasserre extraite de son livre Socialiser dans la liberté : « Tous les problèmes sociaux… ont à la fois un aspect technique et un aspect plus profondément humain… Leur solution relève donc pour partie aussi de cet autre domaine… ». Selon Albert Pasquier, « tout au long de sa carrière de chercheur et d'auteur, Georges Lasserre, sans pourtant donner dans l'angélisme, n'a cessé de placer comme condition première de la réussite coopérative, l'importance des valeurs humaines, la nécessaire primauté des valeurs morales. Ainsi s'est-il affirmé comme le champion d'un personnalisme aussi généreux qu'exigeant ».

## Ouvrages
- Coopératives contre cartels et trusts, l'expérience suédoise, Fédération nationale des coopératives de consommation, 1939
- Socialiser dans la liberté, Albin Michel, 1949
- La réforme de l'entreprise, rapport au Conseil économique et social, Presses universitaires de France, 1950
- L'expérience coopérative de démocratie économique, Paris, Fédération nationale des coopératives de consommation, 1957
- Le secteur coopératif et la protection des consommateurs, Paris, Fédération nationale des coopératives de consommation, 1958
- La coopération, Presses universitaires de France, coll. « Que sais-je ?», 1959
- L'entreprise socialiste en Yougoslavie, Paris, Éditions de Minuit, 1964
- Le syndicalisme ouvrier en France, Paris, La Cité du droit, 1966
- Réformer l'entreprise en 1975 ? : des pouvoirs pour les travailleurs, Paris, Éditions Cujas, 1975
- Les entreprises coopératives, Paris, Presses universitaires de France, coll. « Que sais-je ?», 1977

## Sources
- « En hommage au Professeur Georges Lasserre, Socialiser dans la liberté, éléments pour une actualisation », in Revue des études coopératives mutualistes associatives, numéro spécial, Éditeur Fondation du Crédit coopératif, 1985, 208 p.
- Marc Malherbe, La Faculté de droit de Bordeaux (1870 - 1970), Presses universitaires de Bordeaux, 1er janvier 1996, 489 p.
- André Chomel, « De l'école de Nîmes à l'économie sociale et à ses prolongements », in Revue internationale de l'économie sociale, no 268, p. 86-99
- Philippe Lasserre, Une famille dans la guerre, Éditions Olivétan, 2009, 120 p.  (ISBN 9782354790615)
- Michel Dreyfus, Georges Lasserre, dans Dictionnaire des étrangers qui ont fait la France, sous la direction de Pascal Ory, Robert Laffont, coll. « Bouquins », 2013, 956 p.  (ISBN 2221113160 et 978-2221113165)